# Gymnogeophagus terrapurpura
Gymnogeophagus terrapurpura es una especie de pez de agua dulce que integra el género Gymnogeophagus, de la familia de los cíclidos. Habita en aguas templadas en el centro-este del Cono Sur de América del Sur.

## Taxonomía
Esta especie fue descrita originalmente en el año 2016 por los ictiólogos Marcelo Loureiro, Matías Zarucki, Luiz Roberto Malabarba y Iván González-Bergonzoni.
Localidad tipo
La localidad tipo referida es: “Cerca de la localidad de Juanicó —dentro del área metropolitana de Montevideo— (en las coordenadas: 34°35′55″S 56°14′19″O / -34.59861, -56.23861), en la cañada de la Lana, integrante de la cuenca del río Santa Lucía (un afluente del Río de la Plata), departamento de Canelones, Uruguay”.
Holotipo
El ejemplar holotipo designado es el catalogado como: ZVC-P 12490; se trata de un espécimen adulto el cual midió 60,0 mm de largo total. Fue capturado en septiembre de 2009 por F. Quintans. Se encuentra depositado en el gabinete de ejemplares tipo de la colección ictiológica de la Facultad de Ciencias de la Universidad de la República (UdelaR), en la ciudad de Montevideo.
Paratipos
La larga serie de paratipos fue capturada en los departamentos uruguayos de: Canelones, Florida, San José, Montevideo, Lavalleja, Colonia, Soriano, Paysandú, Salto, Tacuarembó, Durazno y Rocha.
Etimología
Etimológicamente, Gymnogeophagus se construye con palabras del idioma griego, donde gymnos es 'desnudo', gea es 'tierra' y phaegein es 'comer', en razón de una estrategia trófica de los integrantes del género. El nombre específico de terrapurpura es un sustantivo en aposición que refiere a la novela del escritor argentino Guillermo Enrique Hudson "La tierra purpúrea", en la cual el personaje principal hace un viaje a través de la misma región donde habita este pez.
Relaciones filogenéticas
Al igual que Gymnogeophagus che (Casciotta, Gómez & Toresanni, 2000), G. meridionalis (Reis & Malabarba, 1988), G. rhabdotus (Hensel, 1870) y G. setequedas (Reis, Malabarba & Pavanelli, 1992), G. terrapurpura pertenece al grupo rhabdotus, uno de los conjuntos  monofiléticos o subdivisiones en que está seccionado el género Gymnogeophagus. Esto significa que los machos, ni durante el período reproductivo ni fuera de él, jamás desarrollan algún tipo giba en la nuca. También posee la particularidad reproductiva de depositar sus huevos en sustrato, es decir que los incuban sobre una superficie (no en la boca como las especies del grupo gymnogenys).

## Características
El máximo ejemplar medido alcanzó 92,2 mm de longitud total.
El número de escamas de la serie lateral (23 a 25) lo distingue fácilmente de las especies integrantes del grupo gymnogenys y el patrón cromático de su cuerpo y aletas hace lo propio respecto a las que componen el grupo rhabdotus.
Dimorfismo sexual
El dimorfismo sexual está limitado a ligeras diferencias en tamaño, ya que el macho es más grande que la hembra.
Cuerpo
La coloración del cuerpo y aletas puede ser cambiante según los estados de ánimo del ejemplar o la época del año, al igual que lo que ocurre con los cíclidos en general.
Mayormente Gymnogeophagus terrapurpura posee un cuerpo marrón claro a oliváceo-amarillento, sobre el cual se presenta, a cada lado, tiene hasta 7 difusas barras verticales algo más oscuras, la primera atraviesa el ojo desde la nuca hasta el borde ventral del preopérculo. La más destacada es la mancha central —alargada verticalmente como franja— de color negro, resaltada al estar marginada por delante y detrás por sendas bandas gris-claro o amarillento. Desde la base de la aleta caudal se desprenden 4 conspicuas líneas compuestas por puntos celeste-brillantes a las que se pueden sumar otras paralelas por debajo y por encima. Entre las líneas celestes presenta un rosario de puntos de color naranja-rojizo, aunque menos extendidos hacia adelante. Todas estas líneas celestes son discontinuadas o interrumpidas en la región humeral por la mancha negra (especialmente en la parte medial), volviendo a aparecer del lado opuesto por breve distancia. En G. rhabdotus estas líneas son más claras y, casi ocultando la mancha oscura humeral, se prolongan más hacia adelante, mientras que en G. meridionalis son más claras, menos extendidas y poco conspicuas.
En G. terrapurpura, las mejillas presenta generalmente pequeñas marcas de color celeste brillante que pueden formar una línea casi recta desde la parte superior del área de contacto opérculo-preopérculo por detrás del ojo hasta el extremo posterior del maxilar. También por lo general tiene uno o dos puntos alargados de color celeste en posición anteroventral respecto al ojo. La porción ventral del cuerpo y de la cabeza es de color amarillo claro a blanco. En ejemplares adultos, durante la época reproductiva el istmo y la región branquiostegal pasa a tomar un color negruzco, tanto en machos como en hembras.
Aletas
La pigmentación de las aletas presenta características diagnósticas. La aleta dorsal posee un color de fondo rojo vivo, sobre el cual en la sección de radios duros exhibe rayas diagonales celeste-brillante, patrón que en la sección de radios blandos pasa a una combinación de manchas celeste-brillante redondas, elípticas y alargadas. Todo el borde superior es recorrido por una franja grisácea que en ejemplares adultos en período reproductivo pasa a negruzca. En comparación, todo el conjunto de la dorsal de G. meridionalis posee un fondo rojo más oscuro sobre el que se disponen puntos redondeados celeste-blanquecinos, mientras que las dorsales de G. rhabdotus, Gymnogeophagus che y G. setequedas poseen rayas diagonales celeste-blanquecinas sobre un fondo rojizo en toda la sección de radios duros y sobre ¾ de la parte distal de la sección de radios blandos.
La aleta caudal presenta un fondo amarillento a rojizo en los adultos, marginado en la parte superior e inferior por una fina banda rojiza primero y negra después. Está cubierta totalmente con numerosas manchas de un tono hialino, las que se disponen en serie horizontal entre los radios caudales; basalmente son de forma circular, pero pasan a alargarse y luego a desdibujarse hacia la porción distal. Las aletas pectorales son hialinas; las aletas pélvicas tienen un color de fondo con tono verde-oliváceo a marrón claro sobre el que se disponen rayas celestes entre los radios.
La aleta anal cuenta con un patrón de pigmentación que consiste en un sector basal y anterior amarillento a ocre que pasa a rojo-anaranjado hacia el borde posterior. Está salpicada por pequeños puntos redondeados celestes, constantes en la parte basal posterior y a veces ausentes hacia la porción anterior y/o distal. Este patrón la distingue de la anal de G. meridionalis, la que presenta manchas más claras e irregulares sobre un fondo rojo lacre u oscuro (sin amarillo), así como de las anales de G. setequedas y G. che que muestran líneas diagonales de color claro.

## Comportamiento
Hábitat

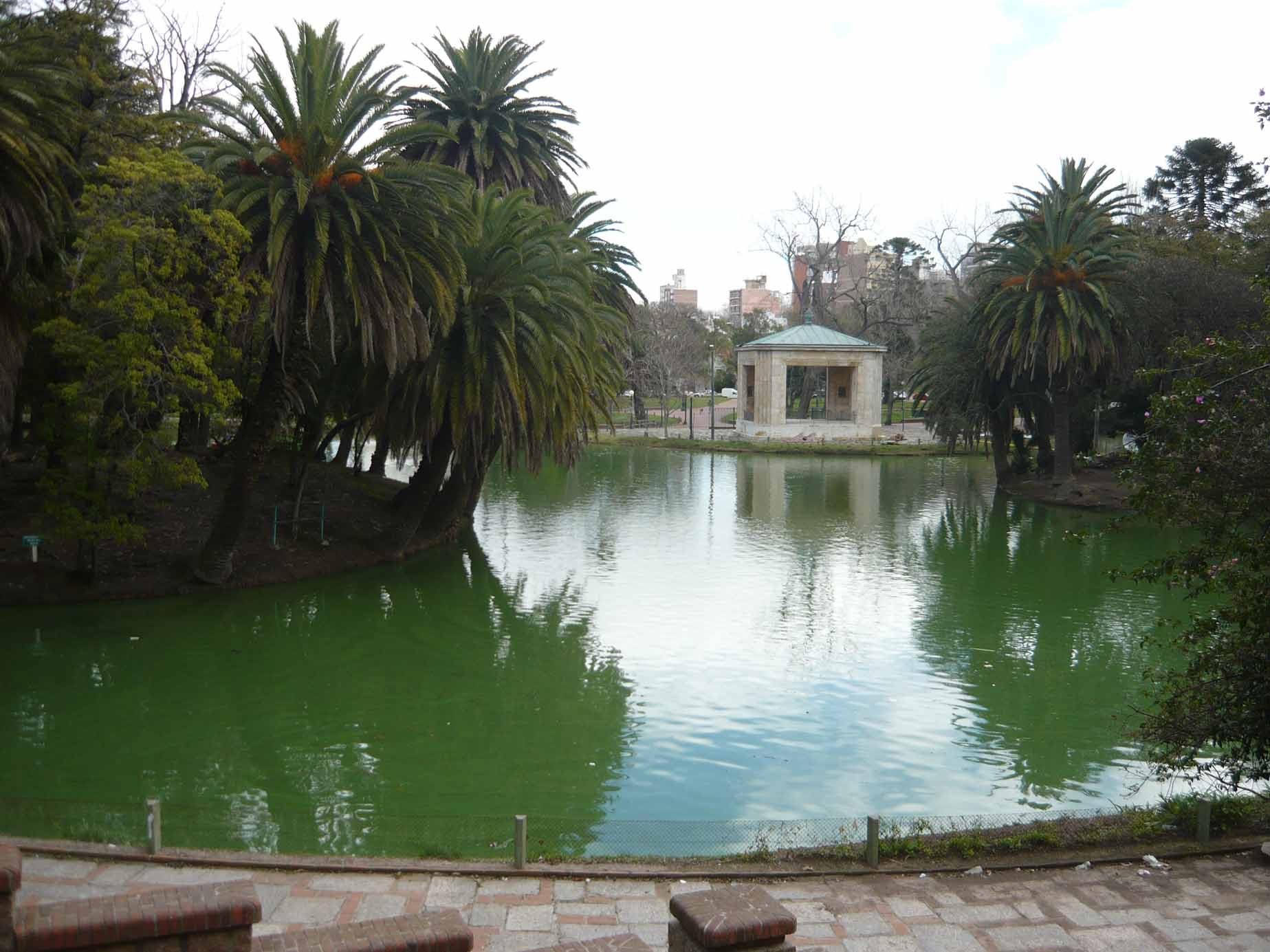
Lago artificial excavado en el año 1903 dentro del Parque José Enrique Rodó de la ciudad de Montevideo (capital del Uruguay); fue uno de los biotopos en donde se colectaron ejemplares que sirvieron como paratipos en la descripción original de esta especie.

Gymnogeophagus terrapurpura habita en una gran variedad de hábitats, incluyendo lagunas eutróficas poco profundas, humedales de inundación, ríos y arroyos. Mayormente los lechos presentan cantos rodados, arena o sustratos fangosos.
Dieta
Este pez posee una dieta omnívora, alimentándose del perifiton y especialmente de macroinvertebrados y zooplancton. Su actividad trófica disminuye durante el otoño e invierno, en concordancia con la baja térmica del agua que caracteriza a los cursos de latitudes intermedias.
Reproducción
La época reproductiva de Gymnogeophagus terrapurpura ocurre desde noviembre hasta enero. En ese período demuestra un comportamiento territorial agresivo, tanto en el caso de los machos como en las hembras.
G. terrapurpura es una especie que realiza la puesta sobre un sustrato. Luego del nacimiento de las crías exhibe un intenso cuidado parental, mostrando como protección una marcada agresividad hacia otros peces.

## Distribución geográfica
Esta especie habita en la cuenca del Plata y dentro de ella, en la cuenca del río Uruguay Inferior correspondiente a la república homónima, en los cursos que desembocan en el citado río por la margen izquierda, desde el río Arapey hacia aguas abajo. También habita en arroyos que desembocan en la margen derecha (occidental) del río Uruguay, correspondientes a la provincia de Entre Ríos, en la región mesopotámica de la Argentina.
A esta distribución se suman los cursos fluviales uruguayos que desembocan en la ribera septentrional del Río de la Plata, así como los drenajes costeros atlánticos que se continúan hacia el este, en el sudeste de ese país.

## Conservación
Según sus propios descriptores, Gymnogeophagus terrapurpura es un pez frecuente en toda su distribución, la cual comprende una amplia región. Este hecho, sumado a que no han encontrado algún tipo de amenaza para su supervivencia, los lleva a recomendar que debería ser clasificada como una especie bajo “preocupación menor” en la obra: Lista Roja de Especies Amenazadas de la organización internacional dedicada a la conservación de los recursos naturales Unión Internacional para la Conservación de la Naturaleza (IUCN).